# The Way Way Back
The Way Way Back is een Amerikaanse coming of age-film uit 2013 onder regie van Nat Faxon en Jim Rash. De film ging in première op het Sundance Film Festival.

## Plot
De veertienjarige Duncan gaat met tegenzin op vakantie naar een zomerhuis in Cape Cod met zijn moeder Pam en haar vriend Trent. De passieve Duncan kan niet goed met de actieve Trent opschieten, en brengt zijn zomer liever door met zijn vader. In het vakantiegebied raken Pam en Trent al gauw bevriend met de buren, de extraverte Betty en haar kinderen Susanna en Peter. Duncan kan het met niemand goed vinden, afgezien van Susanna, en brengt zijn zomer door in een zwempark, waar hij bevriend raakt met medewerker Owen en diens collega's Caitlin, Roddy en Lewis. Hij is er getuige van dat Trent zoent met een andere buurvrouw, Joan, maar houdt deze informatie aanvankelijk voor zich. 

## Rolverdeling
- Liam James als Duncan
- Steve Carell als Trent
- Toni Collette als Pam
- Allison Janney als Betty
- AnnaSophia Robb als Susanna
- Sam Rockwell als Owen
- Maya Rudolph als Caitlin
- Rob Corddry als Kip
- Amanda Peet als Joan
- River Alexander als Peter
- Zoe Levin als Steph
- Nat Faxon als Roddy
- Jim Rash als Lewis